# Echinodium prolixum
Echinodium prolixum là một loài Rêu trong họ Echinodiaceae. Loài này được (Mitt.) Broth. miêu tả khoa học đầu tiên năm 1909.